# Vital Rodier
Vital Rodier, en religion frère Marie-Clément et communément appelé frère Clément, est un religieux catholique français, né le 25 mai 1839 à Malvieille, un hameau de la commune de Chambon-sur-Dolore dans le Puy-de-Dôme, et mort le 20 novembre 1904 à Misserghin en Algérie.
Il appartenait à la communauté des Frères de Notre-Dame de l’Annonciation de Misserghin, avant de devenir spiritain. Il est connu pour être à l'origine de l'agrume appelé clémentine, en son honneur, par le botaniste Louis Charles Trabut, bien qu'on ne connaisse pas les modalités et circonstances précises de sa création.

## Biographie
Vital Rodier nait dans le canton de Saint-Germain-l'Herm, ses parents sont Jean Rodier (1811-1887) et Jacqueline Communal (1809-1896). Il se destine à la carrière religieuse et rejoint à treize ans les chartreux à la chartreuse de Valbonne, où l'un de ses oncles est Prieur. Après deux ans d'études, sa santé fragile ne s'accommode pas aux exigences du Consuetudines Cartusiae qui régit la vie de l'ordre. Il suit alors en Algérie un oncle paternel, André Rodier, dans une communauté des Petits Frères de l'Annonciation qui s'occupe d'un orphelinat établi depuis 1849 à Misserghin, localité située à 21 kilomètres au sud-ouest d’Oran.
Dépendant de l'évêché d'Oran, l'orphelinat est installé dans une ferme qui comporte de nombreux ateliers pour la formation des orphelins au milieu d'un terrain de plusieurs centaines d'hectares. Vital Rodier prononce sa profession simple dans cet institut le 31 mai 1859, puis ses vœux perpétuels le 13 novembre 1866 et prend le nom de frère Marie-Clément. Le frère Clément, ainsi qu'on l'appelle plus couramment, a appris dans sa famille à s'occuper des arbres et des plantes. Il va ainsi s'occuper du jardin et des plantations de l'orphelinat : il y plante de la vigne sur 35 hectares, une roseraie rassemblant six cents variétés de roses et installe une pépinière d'une vingtaine d'hectares qui compte de nombreuses essences d'arbres et d'arbustes qui sont vendus aux cultivateurs de la région. On lui doit l'introduction en Algérie de plusieurs centaines d’espèces d'arbres forestiers, fruitiers ou d'ornement. Le frère Clément se livre à des expérimentations de greffes sur plusieurs plants différents et s'intéresse également à la climatologie, relevant la température moyenne et la pluviométrie pendant près de 40 ans.

### Nouvel agrume
L'invention de l'agrume qui porte son nom, après s'être dans un premier temps appelé « mandarinette », lui est unanimement attribuée. Cependant, l’origine et l’hérédité du fruit ne sont pas précisément connues ; la tradition spiritaine et les sociétés savantes donnant des versions différentes. L'origine remonte à une date inconnue entre 1892 et 1900, et les botanistes ont eu connaissance de l'existence du fruit alors que le frère Clément en faisait déjà l'exploitation. D'après Louis Charles Trabut, médecin et botaniste présidant la Société d'horticulture d'Algérie qui visite régulièrement le Frère pour suivre ses expérimentations, c'est accidentellement que ce dernier aurait créé un hybride de mandarinier et de bigaradier de type Granito. Pour d'autres, le frère aurait découvert un arbre différent porteur de fruits arrivant à maturité plusieurs semaines plus tôt que la mandarine commune et dont les enfants de l'orphelinat se régalent.
À la suite d'un rapport élogieux du docteur Trabut, la Société d'Agriculture d'Alger décerne à la clémentine une médaille d'or grand module. Mais on ne connait pas les plants d'origine : quand les botanistes s'intéressent au nouvel agrume, la parcelle d'origine n'existe plus. On sait depuis une étude des chromosomes de la clémentine réalisée en 2002 par les chercheurs de l'INRA de Corse, qu'il s'agit, contrairement à ce que pensait le frère Clément, d'un croisement naturel entre la mandarine commune et une orange douce.

## Spiritain
Après la mort en 1892 du père Abram, le fondateur de l'orphelinat, l'établissement connait de grandes difficultés financières et le supérieur général des spiritains propose alors la réunion des Petits Frères de l'Annonciation avec l'ordre qu'il dirige. Le projet est entériné par un décret de 1901 et la plupart des membres de l'institut du père Abram rejoignent alors la Congrégation du Saint-Esprit. Après un noviciat à Misserghin, ils deviennent spiritains et le frère Clément renouvelle ses vœux perpétuels le 15 juin 1902. L’inventeur de la clémentine meurt deux ans plus tard, 20 novembre 1904. Inhumé à Misserghin, sa tombe, à l'instar de celle des autres frères, est nivelée et recouverte de gazon après le départ des religieux et la nationalisation de l’orphelinat, à la suite de l'indépendance algérienne. Les restes du frère Clément ont été transférés dans l’ossuaire du couvent des Sœurs Trinitaires de la localité.

## Sources partielles
- (en) Pierre Laszlo, Citrus : A History, éd. University of Chicago Press, 2008 pp. 23-25, 204 extraits en ligne
- René Charrier, « L'inventeur de la clémentine », in Dossier no 59 des Fraternités Esprit et Mission, article en ligne
- Père Roger Tabard, « Le Frère Clément Rodier et la clémentine », in Archives spiritaines. Missionnaires et développement sur le site spiritains.org, n.d., article en ligne